# Shapur I
Shapur I là vị hoàng đế Sassanid thứ nhì của Đế quốc Ba Tư thứ nhì. Sử sách cho rằng ông đã cai trị đế quốc này trong khoảng thời gian từ năm 215 đến 272, nhưng cũng có khả năng là ông cùng cha trị vì cho đến khi cha ông chết năm 241.
Kế tục sự nghiệp của cha, Shapur tiếp tục gây chiến với Đế quốc La Mã và đánh bại các hoàng đế Gordian III (238-244), Philip Ả rập (244-249) và Valerian (253-260).
Người ta biết đến ông sau khi Shapur I đánh bại hoàng đế La Mã Valerian tại trận Edessa nổi danh năm 260. Trong trận đánh này, Valerian đã phải quỳ xuống, xin ân xá và bị giam tù tại Ba Tư. Tại đất nước của mình, Shapur cũng cho xây nhiều công trình lớn như hoàng cung vĩ đại tại thủ đô Ctesiphon mà ngày nay còn tồn tại. Nhưng, từ năm 260 đến 263, ông bị mất một số lãnh thổ mới chinh phạt vào tay Odaenathus, đồng minh của La Mã.
Shapur I đã thực hiện một số kế hoạch phát triển. Để giải quyết vấn đề dân di cư từ những lãnh thổ của Đế quốc La Mã, ông thành lập và cho xây dựng nhiều thành phố. Trong số dân di cư này có cả những người Cơ Đốc giáo, họ có thể sinh hoạt tôn giáo theo luật của Đế quốc Sassanid. Trong số các thành phố của ông có hai thành Bishapur và Nishapur là được đặt theo tên ông. Shapur rất coi trọng một tôn giáo cổ của Ba Tư mang tên đạo Mani. Ông bảo vệ đạo này và gửi nhiều nhà truyền giáo qua nước ngoài. Ông còn kết bạn với Shmuel, một giáo sĩ Do Thái ở Babylon. Tình bạn này có lợi cho cộng đồng Do Thái và nó đã giúp việc trì hoãn các đạo luật chống lại người Do Thái.